# 万代 (宮城県)
株式会社万代（まんだい）は、北海道・東北地方を中心にリユース＆アミューズメントショップ「万代」などを展開する企業。

## 概要
リユース&アミューズメント店舗においては、2024年4月現在宮城県・北海道・福島県・秋田県・青森県に22店舗展開。
アミューズメントを中心に展開し、リユースにおいては、おもちゃ、TCG、古着、ゲーム、CD・DVD、コミック、釣具、楽器、金プラチナ・金券、酒などを取り扱っている。商品のほとんどは、店頭での買取によるものである。また、トレーディングカード専門店（マンダイトレカ）を宮城県に5店舗、岩手県に1店舗展開。ブランド・酒の買取専門店を宮城県に1店舗展開している。新青森店のような比較的最近に開店した店舗は、リユース品の販売をほぼせず、クレーンゲームが中心の店舗も多い。
当初は「万代書店」という店名で店舗を展開していたが、2007年に現在の「万代」に改名した。ただし、運営する一部店舗の看板には「万代書店」の表記が残されているのがある。
宮城県1店舗目だった仙台南店にはオープン当初、「アクションクラブ」という400坪程のアミューズメント施設が店内に存在した。インターネット、カラオケ、ビリヤード、卓球、アーケードゲーム数百台が設置されていた。「100円15分で遊び放題」という売り文句で、当初は実に画期的だった。これも珍しさから人気を博したが、付近の同様の施設の衰退を機に古着、釣具などの拡大と共に店内から姿を消すことになる。
また、2006年に万代札幌藤野店を皮切りに北海道へ進出。2024年7月現在の北海道店舗数は8店舗（札幌藤野店、札幌手稲店、苫小牧店、十勝音更店、旭川アスパ永山店、釧路店、BiVi新さっぽろ店、北見店）。
関連会社である株式会社ハーフプライスにおいては、中古農機具を取扱う店舗を展開している。「農家さんの味方」の屋号で東北を中心に6店舗展開。2023年3月にはフランチャイズ展開を開始。農機具事業の他に、電動工具買取専門店として宮城県に「職人さんの味方」を3店舗展開している。また、家事代行や遺品整理などの事業も行っている。

## 沿革
- 2001年8月 - 有限会社万代として事業開始。
- 2002年4月 - 株式会社万代へ組織変更。
- 2003年5月 - 万代仙台南店が開業。
- 2006年4月 - 万代札幌藤野店が開業。
- 2015年5月 - 株式会社ハーフプライスが事業開始。
- 2016年9月 -  株式会社倉橋が事業開始。
- 2020年7月 - 株式会社万代アミューズが事業開始。
- 2021年5月 - 株式会社倉橋を株式会社万代サービスへ商号変更。
- 2021年9月 - 株式会社アースビクトリーをM&A。
- 2024年
  - 4月27日 - 万代横手店が開業し、万代ブランドとして秋田県へ初進出[2]。
  - 9月21日 - 万代新青森店が開業し、万代ブランドとして青森県へ初進出[3]

## 店舗
2024年9月21日現在。

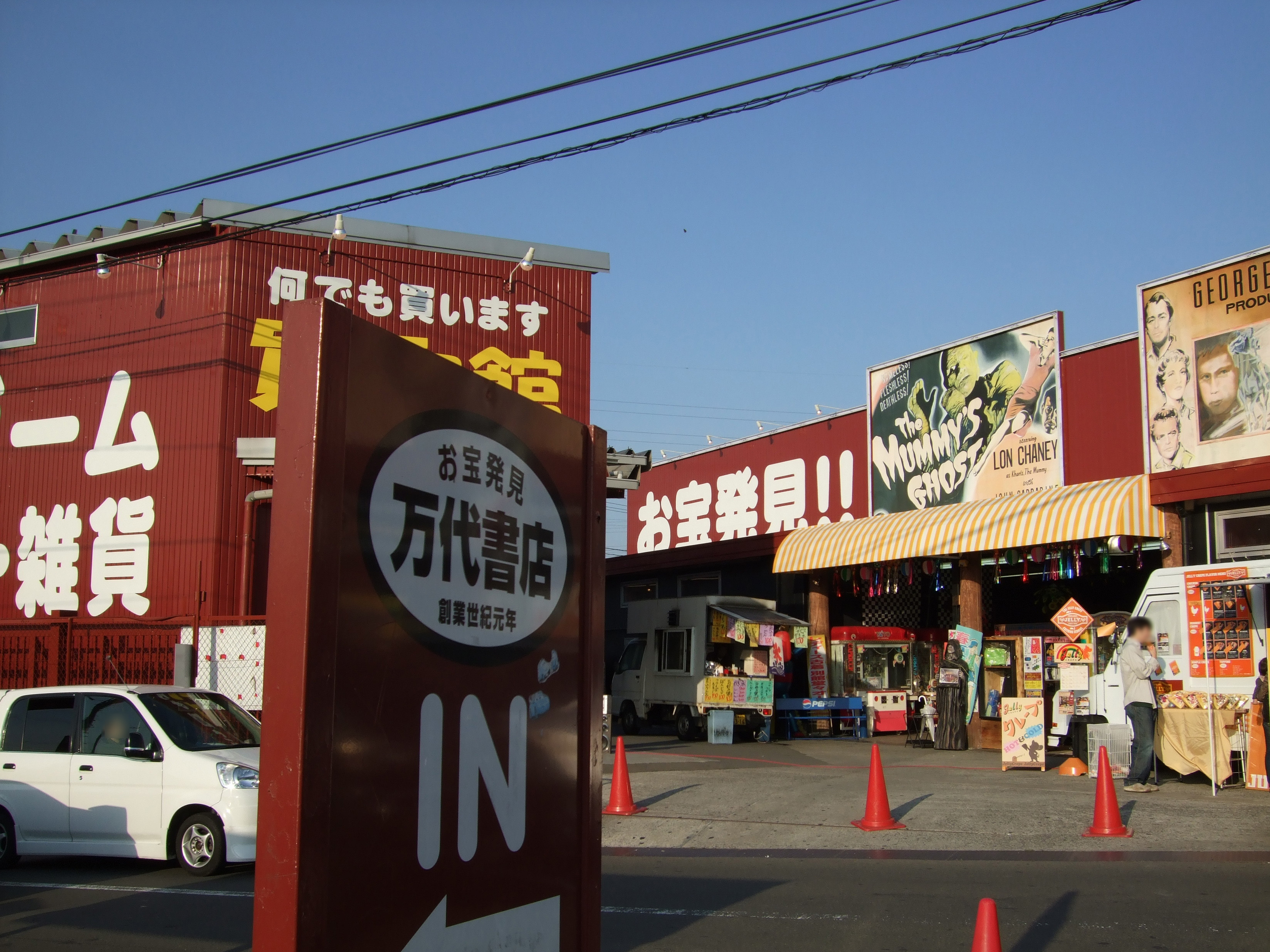
仙台泉店（旧デザインの外観）

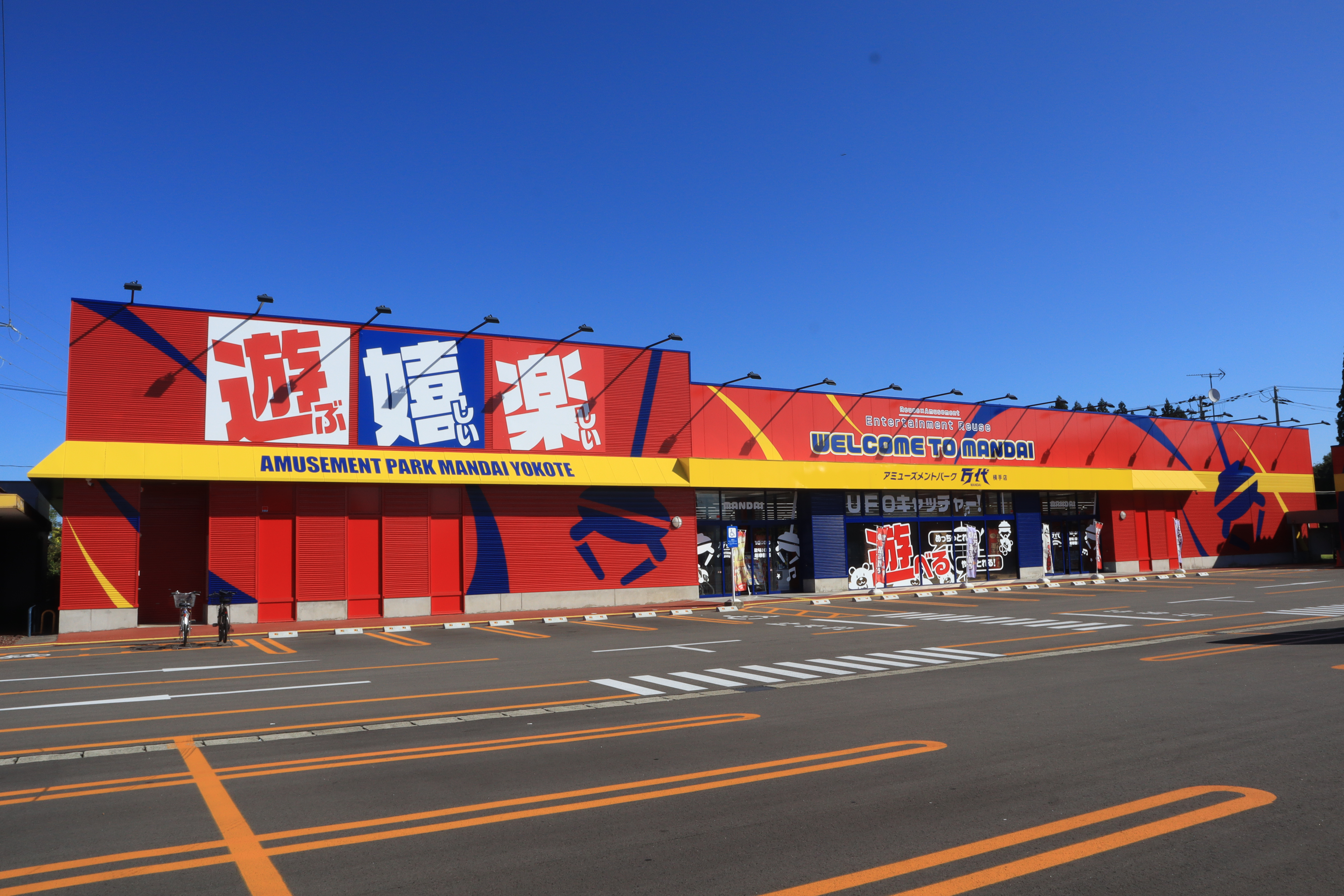
横手店

- 仙台南店（宮城県仙台市太白区中田町杉の下34番地）
- 仙台泉店（宮城県仙台市泉区松森斎兵衛58-9）
- 多賀城店（宮城県多賀城市明月1丁目168-1）
- 古川店（宮城県大崎市古川稲葉字鴻ノ巣138番地）
- いわき小名浜店（福島県いわき市小名浜大原字甲新地49）
- 札幌藤野店（北海道札幌市南区藤野2条3丁目3-1）
- 札幌手稲店（北海道札幌市手稲区稲穂2条2丁目2-8）
- 十勝音更店（北海道河東郡音更町木野大通西15丁目2-4）
- 苫小牧店（北海道苫小牧市有明町2丁目9-25）
- 旭川アスパ永山店（北海道旭川市永山8条4丁目5-7 アスパ永山2階）
- 釧路店（北海道釧路市鳥取大通9丁目2-16）
- BiVi新さっぽろ店（北海道札幌市厚別区厚別中央1条6丁目3-3 BiVi新さっぽろ4F）
- マンダイトレカ盛岡大通店（カード専門）（岩手県盛岡市大通1丁目9-12大通ビルB1F）
- マンダイトレカイオンモール石巻店（宮城県石巻市茜平４丁目104 イオンモール石巻1F）
- 買取専門店仙台一番町店（宮城県仙台市青葉区一番町4丁目5-16）
- マンダイトレカ仙台クリスロード店（宮城県 仙台市青葉区中央2丁目5-5 くさのやビル1F）
- マンダイトレカ仙台駅前店（宮城県仙台市青葉区中央1丁目10-10 仙台駅前開発ビル 2F4号室）
- マンダイトレカイオンモール新利府南館店（宮城県宮城郡利府町新中道3丁目1-1 イオンモール新利府南館3F）
- 横手店（秋田県横手市安田字向田179-1 フレスポよこて内）
- マンダイトレカ秋葉原店（東京都千代田区外神田1丁目2-9 ラオックス秋葉原本店B1F）
- 北見店（北海道北見市本町3丁目1-7）
- 新青森店（青森県青森市三好1丁目15-8 ガーラタウンアネックス棟1F）